# Сіамсько-в'єтнамська війна
Сіамсько-в'єтнамська війна — збройний конфлікт між В'єтнамом і Сіамом, спричинений спробою Сіаму розширити свій вплив у Камбоджі й зашкодити надбанню В'єтнамом нових територій в регіоні.

## Перебіг подій
Після того, як Сіам невдало спробував відновити своє панування в Камбоджі й до влади в країні за допомогою В'єтнаму прийшла королева Анг Мей, вплив В'єтнаму в Камбоджі почав поступово зростати. 1841 року в'єтнамська окупація й утиски спричинили повстання кхмерів, що супроводжувалось убивствами в'єтнамців, закликами до Сіаму про допомогу та зверненням до принца Анг Дуонга, який у той час перебував у Бангкоку, повернутись до країни та стати королем.
В той же період сіамський король Рама III відрядив до Камбоджі армію для надання підтримки Анг Дуонгу. В'єтнам, який володів понад 50-ма фортецями на території Камбоджі, розв'язав повномасштабну війну проти сільських повстанців і сіамців, що тривала близько 4-х років. Незважаючи на те, що в цілому в'єтнамці зазнали поразки, вони відмовились залишити країну.
1845 року сторони дійшли компромісу, відповідно до якого в Камбоджі було встановлено сіамсько-в'єтнамський сюзеренітет з перевагою Сіаму. 1848 року відбулась коронація нового короля Камбоджі — Анг Дуонга.